# Wollige lijsterbesspirea
De wollige lijsterbesspirea, harige lijsterbesspirea of harige sorbaria (Sorbaria tomentosa) is een bladverliezende struik, die tot de rozenfamilie behoort. De struik komt van nature voor in de Himalaya. Het aantal chromosomen is 2n = 36.
De struik wordt 2-6 m hoog met opgaande takken en vormt lange ondergrondse uitlopers. De afwisselend staande bladeren zijn oneven geveerd, met ongesteelde, lancetvormige tot ovaal-lancetvormige, dubbel gezaagde, 9-(16) 21 cm lange blaadjes, die op jonge leeftijd op de achterkant van de bladeren op de bladnerven donzig behaard zijn. De bladsteel is 1,5-(4.4) 9.5 cm lang. Het blad is 10-(24) 36 cm lang.
De wollige lijsterbesspirea bloeit in juni en juli met roomwitte, tweeslachtige bloemen. De bloem bestaat uit vijf halfronde, 0,6-(1,0}-1,5 mm lange kelkblaadjes, vijf, 1,5-(2,4) 4,2 mm lange bloemblaadjes en 20-30, 1,3-(2,2} 3,5 mm lange meeldraden, die even lang of korter dan bloemblaadjes zijn. De tot 40 cm lange, hangende bloeiwijze is pluimvormig.
De bruine vrucht is een meerzadige kokervrucht met smal ellipsoïde, 2,4-(3,5} 4,2 mm lange en 0,3-(0,5) 0,6 mm brede zaden.

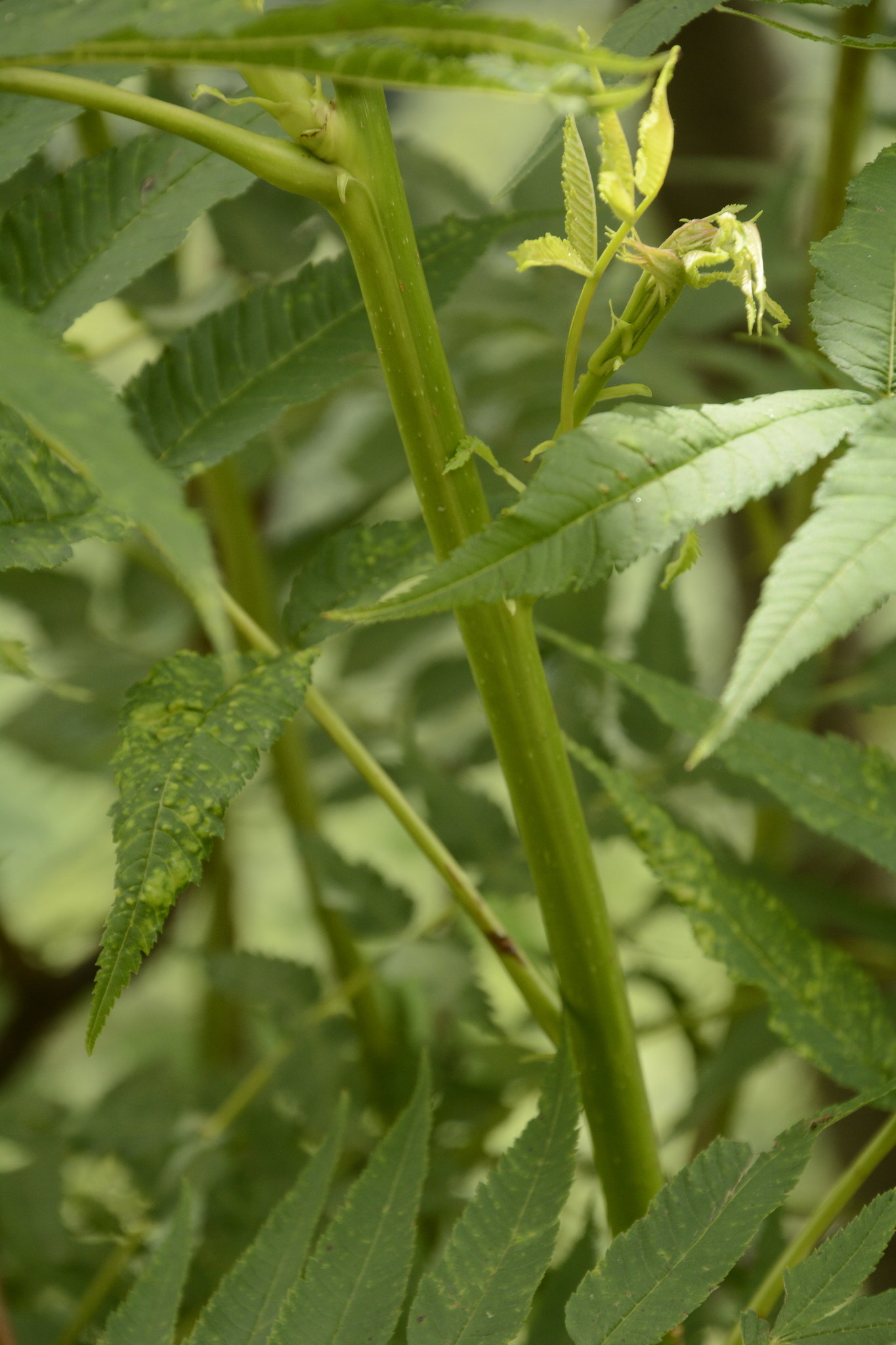
Tak
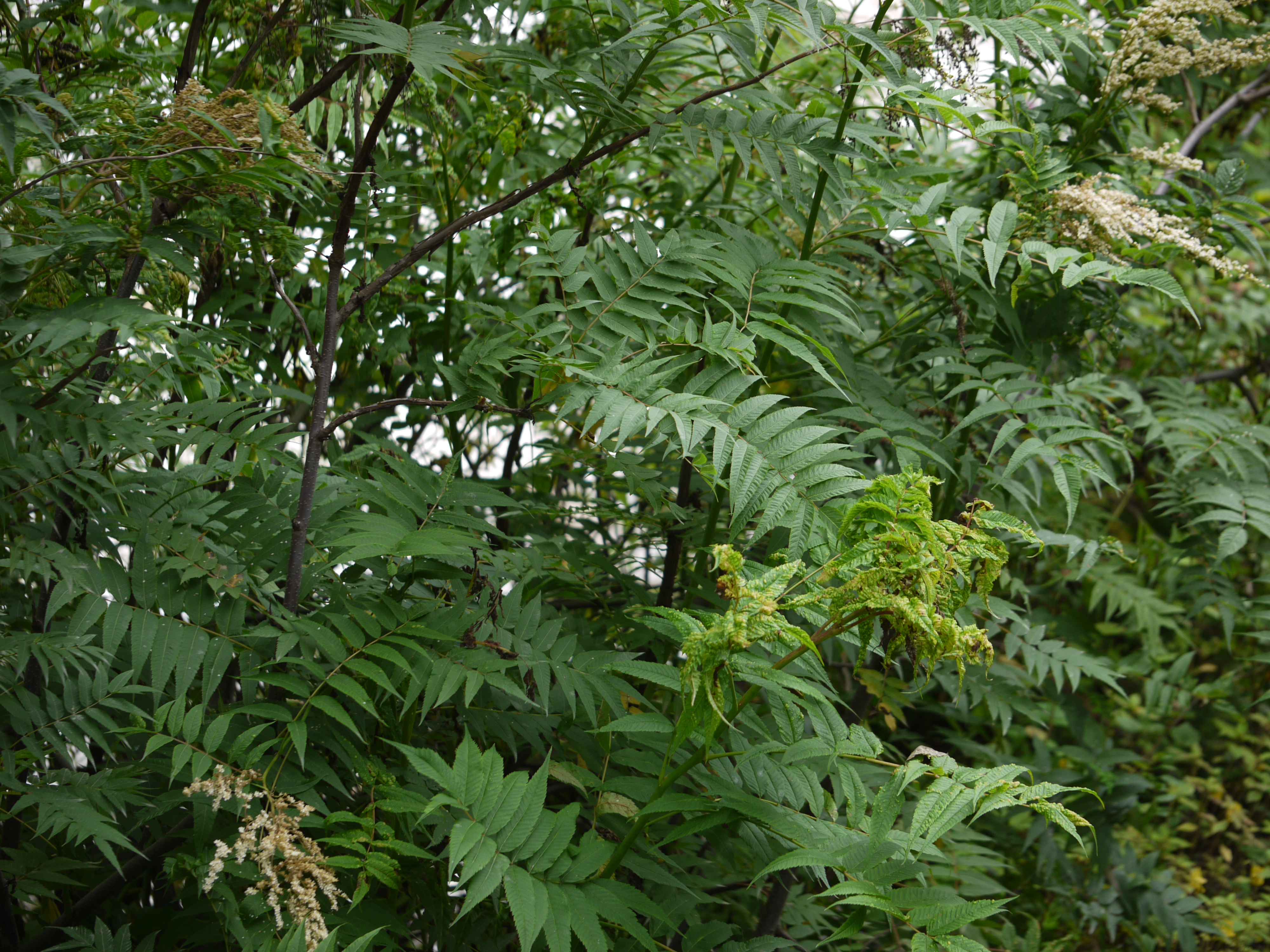
Bladeren
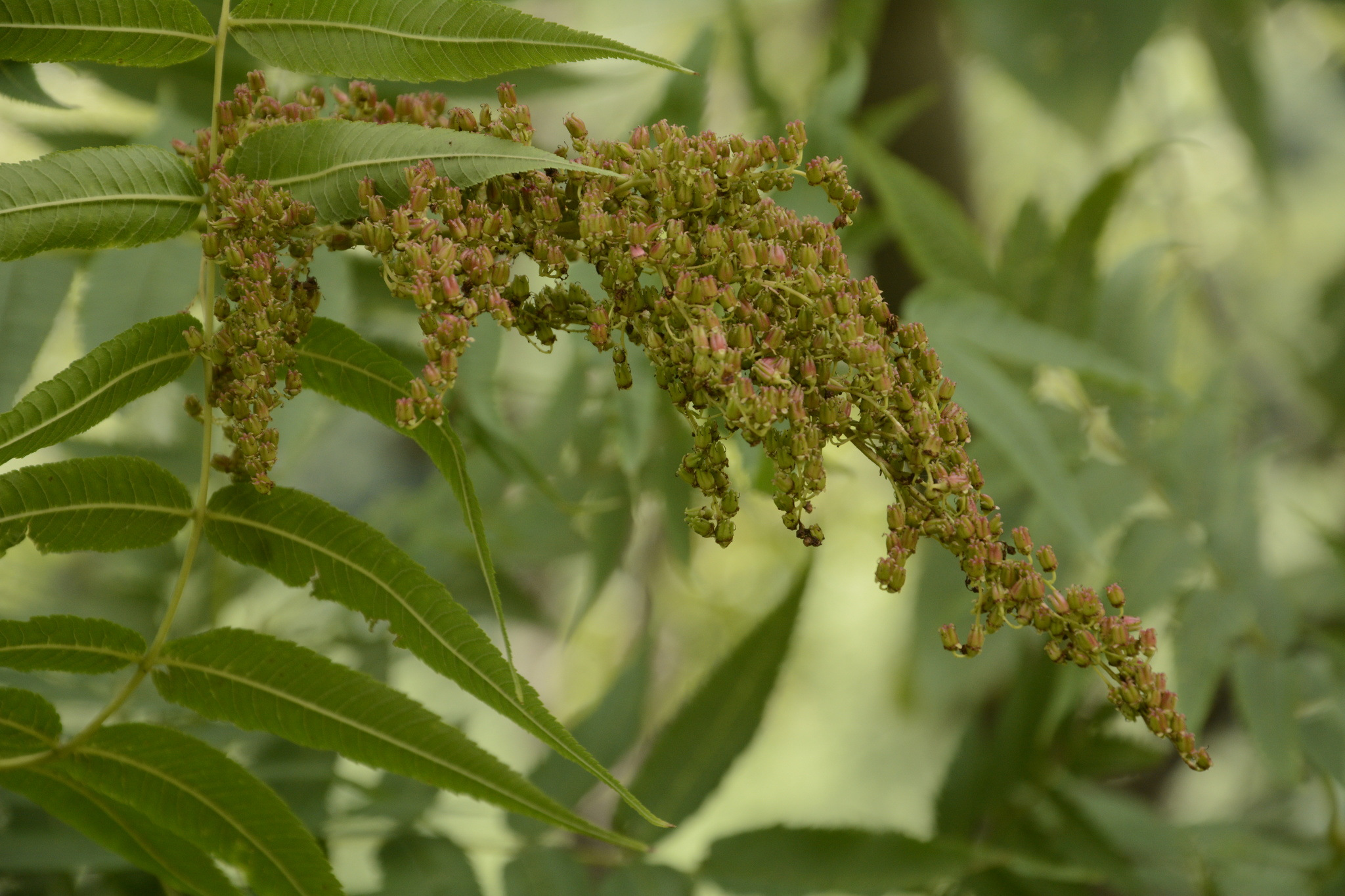
Vruchten
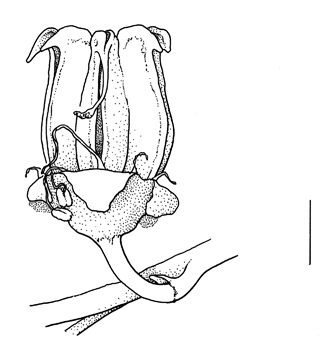
Vrucht

De wollige lijsterbesspirea groeit vaak op stenige grond.